# نیل دیوید
نیل دیوید (انگلیسی: Neil Davids; ۲۲ سپتامبر ۱۹۵۵ – ۲۳ دسامبر ۲۰۱۱) بازیکن فوتبال اهل بریتانیا بود.
از باشگاه‌هایی که در آن بازی کرده‌است می‌توان به باشگاه فوتبال لیدز یونایتد، باشگاه فوتبال استوک‌پورت کانتی، باشگاه فوتبال سوانزی سیتی، باشگاه فوتبال نوریچ سیتی، باشگاه فوتبال ویگان اتلتیک، و باشگاه فوتبال نورث‌همپتون تاون اشاره کرد.